# Estación Campodónico
Campodónico era el nombre que recibía una estación de ferrocarril ubicada en el pequeño paraje rural de Campodónico, partido de Azul, provincia de Buenos Aires, Argentina.

## Servicios
La estación era intermedia del otrora Ferrocarril Provincial de Buenos Aires para los servicios interurbanos y también de carga hacia y desde La Plata, Loma Negra y Azul. No opera servicios desde 1968.